# Mixocera albistrigata
Mixocera albistrigata är en fjärilsart som beskrevs av Arnold Pagenstecher 1893. Mixocera albistrigata ingår i släktet Mixocera och familjen mätare. Inga underarter finns listade i Catalogue of Life.